# Плохоцин (Куявсько-Поморське воєводство)
Плохоцин (пол. Płochocin) — село в Польщі, у гміні Варлюбе Свецького повіту Куявсько-Поморського воєводства.
Населення — 257 осіб (2011).
У 1975-1998 роках село належало до Бидгощського воєводства.

## Демографія
Демографічна структура станом на 31 березня 2011 року:
|          | Загалом | Допрацездатний вік | Працездатний вік | Постпрацездатний вік |
| -------- | ------- | ------------------ | ---------------- | -------------------- |
| Чоловіки | 150     | 37                 | 101              | 12                   |
| Жінки    | 107     | 27                 | 61               | 19                   |
| Разом    | 257     | 64                 | 162              | 31                   |